# Диего де Деса
Диего де Деса и Тавера (Diego de Deza y Tavera 1444[…], Торо — 9 июня 1523, Севилья) — второй генеральный инквизитор, профессор теологии университета в Саламанке, архиепископ Севильи, а после смерти Торквемады (1499) великий инквизитор Испании.
Помощь Колумбу
Был наставником наследника престола принца Хуана Арагонского. С помощью де Десы Колумбу удалось добиться расположения людей из окружения Хуана и усилить свои позиции при королевском дворе, что в конечном итоге помогло ему получить поддержку Фердинанда и Изабеллы в организации первой экспедиции в Америку.
Великий инквизитор
В течение его деятельности светскими властями были сожжены 1664 лица, а разным наказаниям и штрафам подвергнуты 52 456 лиц. Диего был еврейского происхождения и, несмотря на жестокость, с которой преследовал марранов, он к концу своей жизни подвергся публичному обвинению, что в душе оставался евреем.

## Образ
Диего де Деза является прототипом главного героя — монаха-инквизитора Диего в романе «Мрак покрывает землю» Ежи Анджеевского (1957), а также одноимённого фильма-экранизации (1989), где он, несмотря на отличия в биографии, становится преемником Торквемады на посту великого инквизитора Испании после его смерти.